# Pietra runica di Altuna

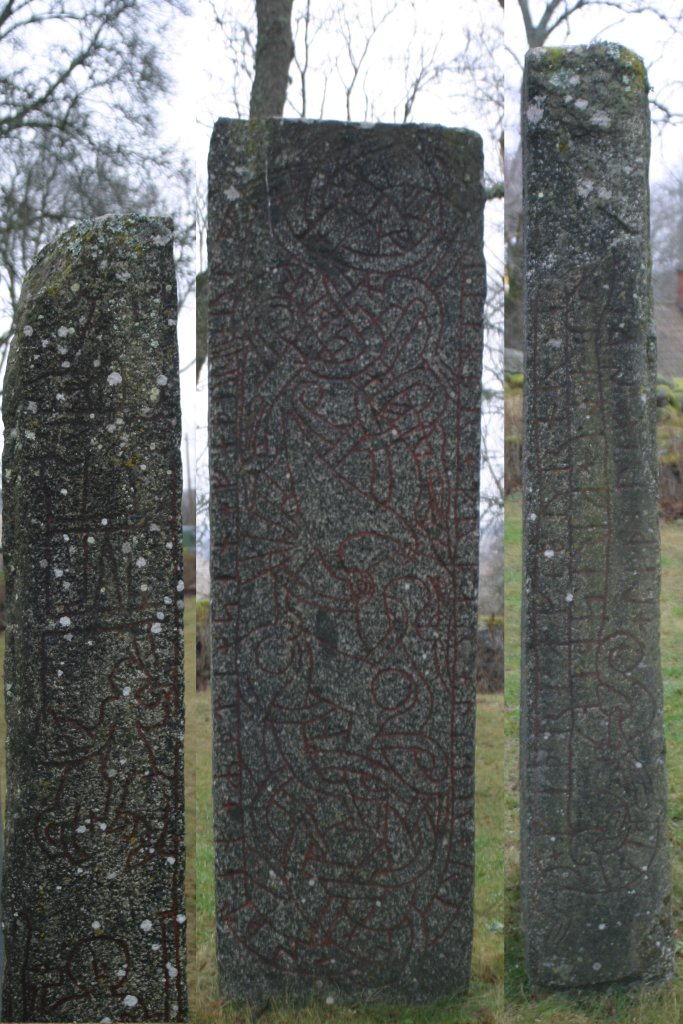
Gli altri tre lati del monolito.

La pietra runica di Altuna (Altunastenen) si trova nell'omonimo villaggio dell'Uppland, in Svezia. Trattasi di una delle poche pietre runiche giunte fino a noi con illustrazioni esclusivamente pagane. 

## Descrizione
La maggior parte delle pietre runiche superstiti vennero erette nel corso dell'XI secolo, quando i re di Svezia divennero cristiani e alcune persone commissionarono le steli per dimostrare che anche loro avevano aderito alla nuova fede, almeno all'apparenza. La pietra runica di Altuna, invece, contiene delle incisioni che si rifanno alla leggenda di Hymiskviða, per la precisione raffigura il dio Thor che pesca il serpente Miðgarðsormr. Nell'incisione non compare il gigante Hymir, probabilmente come conseguenza della forma della pietra, ma si vede il già citato Thor con l'attrezzatura per catturare il mostro e, in particolare, il piede del dio che è stato spinto attraverso lo scafo della barca.

## Traslitterazione e traduzione del testo

### Traslitterazione in caratteri latini
- Lato A: uifasþtr + fulkahþr + kuþar + litu + resa + sþten + Rþti + sen + faþur + ulfasþ + arfast
- Lato B: beþi + feþrkag + burnu + e(n) ... + bali + fresþen + liþ + lifsþen... ...

### Trascrizione in norreno
- Lato A: Vifastr, Folkaðr, Guðvarr(?) letu ræisa stæin æftiR sinn faður Holmfast, Arnfast.
- Lato B: BaðiR fæðrgaR brunnu, en [þæiR] Balli, Frøystæinn, lið Lifstæin[s ristu].

### Traduzione in italiano
- Lato A: Véfastr, Folkaðr e Guðvarr (?) hanno eretto la pietra in memoria del loro padre Holmfastr, (e in memoria di) Arnfastr.

- Lato B (versione 1): Sia padre che figlio furono bruciati, e Balli (e) Freysteinn, del seguito di Lífsteinn, incisero.
- Lato B (versione 2): Sia padre che figlio furono bruciati, e Balli (e) Freysteinn (e) Lífsteinn incisero.